# ゼデキヤ (ユダ王)
ゼデキヤ（ヘブライ語: צִדְקִיָּהוּ Tsidkiyyahu）は、ユダ王国の第20代の王。前王エホヤキンのおじにあたり、ユダ王国の最後の王である。名はヘブライ語で「ヤハウェは我が正義」という意味。

## 生涯
（以下、断りない場合『列王記（下）』第24章16節以後、『歴代誌（下）』第36章10節以後を参考。）
幼名をマタヌヤと言ったが、兄エホヤキムが死に、その子エホヤキンが即位後3ヶ月でネブカデネザルに捕らえられるという事態が起こった。これを受けて21歳で即位した際にゼデキヤと改名した。
11年間王位にありエルサレムで治めたが、ゼデキヤの治世はアッシリアに代わる新たな脅威となったバビロン（新バビロニア王国）の猛攻に晒される動乱期であった。エレミヤの預言に従い、諸外国が結束してバビロンに反抗した時に、これに与しないで自らバビロンに和平交渉に行った。
最後に主戦派に負けてネブカデネザルに反逆し、1年半後の紀元前586年にエルサレムは陥落し、ユダ王国は滅亡する。残りの生涯を捕囚として生きることになったが、目の前で子供を虐殺され、両眼を抉り取られ、死ぬまで鎖につながれ、生涯を終えた。その前に捕らえられていた甥エホヤキンがネブカデネザルと次王エビル・メロダクの庇護下にて高い位を与えられ、生活費を王に支給されていたのとは対照的であったが、これについてフラウィウス・ヨセフスは『ユダヤ古代誌』第X巻7章2節で「ネブカデネザルの恩（ユダの王にしてもらえた）を仇（エジプト側に寝返った）で返した恩知らず」とネブカデネザルが激怒したからだとしている。